# У Квебраді
«У Квебраді» («Na Quebrada») — бразильський художній фільм 2014 року, знятий режисером Фернандо Гростейном Андраде.

## Сюжет
У фільмі простежується шлях молодих людей з нижчих класів, таких як Хуніор (талановитого майстера з ремонту телевізорів), Зеки (який став свідком масового вбивства), Жоани (дівчинки, яка мріє зустріти матір, яку вона ніколи не бачила) і Герсона (чий батько перебуває у в'язниці з моменту його народження). Поміж історіями втрат і насильства вони відкривають для себе новий спосіб вираження своїх ідей та емоцій — кіно.

## У ролях
- Даяна Андраде — Жоана
- Доменіка Діас — Моніки
- Феліпе Сімас — Зека
- Джеро Каміло — Моасір
- Жан Аморім — Хуніор
- Хорхе Діас — Герсон
- Емануель Араухо — Ілана
- Юсір де Соуза — Альваро
- Клаудіо Джаборанді — Місаель
- Марчелло Гонсальвес — Арнальдо
- Паула Коен — Тереза
- Моніка Беллуччі — Паола
- Альвізе Камоцці — Джанлуїджі
- Андерсон Ліма — Лусіо
- Кларисс Абуджамра — донья Аліса
- Жоао Бальдассеріні — Джонас
- Роджеріо Бріто — Вілсона
- Серхіо Мастропаскуа — Джіло
- Фабрісіо Араухо — Пауло
- Едуардо Луїс — Ісмаель
- Веллінгтон Галдім — Мілтон
- Джаїр Рангель Паладіно — Ітамара
- Вільям Салес Сантос — Ікар
- Роберто Олімпо — офіцер поліції
- Максвелл Насіменто — підозрюваний
- Хосе Трассі — монітор

## Знімальна група
- Режисер — Фернандо Гростейн Андраде
- Сценаристи — Фернандо Гростейн Андраде, Андре Фінотті, Марсело Віндікато
- Продюсери — Каду Чамполіні, Пауло Чамполіні, Лучано Гук
- Оператор — Фернандо Гростейн Андраде
- Композитор — Лукас Ліма
- Художник — Клаудія Калабі